# Oss vasútállomás
Oss vasútállomás vasútállomás Hollandiában, Oss községben, Oss településen.

## Vasútvonalak
Az állomást az alábbi vasútvonalak érintik:
- Tilburg–Nijmegen-vasútvonal

## Kapcsolódó állomások
A vasútállomáshoz az alábbi állomások vannak a legközelebb:
- Ravenstein vasútállomás
- Oss West vasútállomás